# Lista amerykańskich senatorów ze stanu Karolina Południowa
Lista amerykańskich senatorów ze stanu Karolina Południowa – senatorzy wybrani ze stanu Karolina Południowa.
Stan Karolina Południowa ratyfikował Konstytucję 23 maja 1788 roku. Jest reprezentowany w Senacie od początku istnienia tej izby. Posiada prawo do mandatów senatorskich 2. i 3. klasy. Do 8 kwietnia 1913 roku (ratyfikowania 17. poprawki do Konstytucji) senatorowie byli wybierani przez stanowy parlament. Od tego czasu wybierani są w wyborach powszechnych.

## 2. klasa
| Lp.   | Imię i nazwisko           | Imię i nazwisko                | Od                   | Do                   | Partia                                                         | Kadencja | Uwagi |
| ----- | ------------------------- | ------------------------------ | -------------------- | -------------------- | -------------------------------------------------------------- | --- | --- |
| 1     | Pierce Butler             |                                | 4 marca 1789         | 25 października 1796 |                                                                | 1 | Wybrany w 1789 |
| 1     | Pierce Butler             | 2                              | 4 marca 1789         | 25 października 1796 | Reelekcja w 1792 Zrezygnował w trakcie trwania kadencji w 1796 | | |
| Wakat | Wakat                     | Wakat                          | 25 października 1796 | 8 grudnia 1796       |                                                                | 2 | |
| 2     | John Hunter               |                                | 8 grudnia 1796       | 26 listopada 1798    | Partia Demokratyczno-Republikańska                             | 2 | Wybrany do dokończenia kadencji w wyborach specjalnych w 1796 Zrezygnował w trakcie trwania kadencji w 1798               |
| Wakat | Wakat                     | Wakat                          | 26 listopada 1798    | 6 grudnia 1798       |                                                                | 2 | |
| 3     | Charles Pinckney          |                                | 6 grudnia 1798       | 6 czerwca 1801       | Partia Demokratyczno-Republikańska                             | 2 | Wybrany do dokończenia kadencji w wyborach specjalnych w 1798                                                             |
| 3     | Charles Pinckney          | 3                              | 6 grudnia 1798       | 6 czerwca 1801       | Partia Demokratyczno-Republikańska                             | Wybrany na pełną, 6-letnią kadencję w 1798 Zrezygnował w trakcie trwania kadencji, by objąć urząd ambasadora USA w Hiszpanii | |
| Wakat | Wakat                     | Wakat                          | 6 czerwca 1801       | 15 grudnia 1801      |                                                                | 3 | |
| 4     | Thomas Sumter             |                                | 15 grudnia 1801      | 16 grudnia 1810      | Partia Demokratyczno-Republikańska                             | 3 | Wybrany do dokończenia kadencji w wyborach specjalnych w 1801                                                             |
| 4     | Thomas Sumter             | 4                              | 15 grudnia 1801      | 16 grudnia 1810      | Partia Demokratyczno-Republikańska                             | Wybrany na pełną, 6-letnią kadencję w 1804 Zrezygnował w trakcie trwania kadencji w 1810                                     | |
| Wakat | Wakat                     | Wakat                          | 16 grudnia 1810      | 31 grudnia 1810      |                                                                | 4 | |
| 5     | John Taylor               |                                | 31 grudnia 1810      | listopad 1816        | Partia Demokratyczno-Republikańska                             | 4 | Wybrany do dokończenia kadencji w wyborach specjalnych w 1810                                                             |
| 5     | John Taylor               | 5                              | 31 grudnia 1810      | listopad 1816        | Partia Demokratyczno-Republikańska                             | Wybrany na pełną, 6-letnią kadencję w 1810 Zrezygnował w trakcie trwania kadencji w 1816                                     | |
| Wakat | Wakat                     | Wakat                          | listopad 1816        | 4 grudnia 1816       |                                                                | 5 | |
| 6     | William Smith             |                                | 4 grudnia 1816       | 4 marca 1823         | Partia Demokratyczno-Republikańska                             | 5 | Wybrany do dokończenia kadencji w wyborach specjalnych w 1816                                                             |
| 6     | William Smith             | 6                              | 4 grudnia 1816       | 4 marca 1823         | Partia Demokratyczno-Republikańska                             | Wybrany na pełną, 6-letnią kadencję w 1816 Przegrał wybory w 1822                                                            | |
| 7     | Robert Y. Hayne           |                                | 4 marca 1823         | 13 grudnia 1832      | Jacksonian Party (późniejsza Partia Demokratyczna)             | 7 | Wybrany w 1822 |
| 7     | Robert Y. Hayne           | 8                              | 4 marca 1823         | 13 grudnia 1832      | Jacksonian Party (późniejsza Partia Demokratyczna)             | Reelekcja w 1828 Zrezygnował w trakcie trwania kadencji, by objąć urząd gubernatora Karoliny Południowej                     | |
| Wakat | Wakat                     | Wakat                          | 13 grudnia 1832      | 29 grudnia 1832      |                                                                | 8 | |
| 8     | John C. Calhoun           |                                | 29 grudnia 1832      | 4 marca 1843         | Partia Niezależnych                                            | 8 | Wybrany do dokończenia kadencji w wyborach specjalnych w 1832                                                             |
| 8     | John C. Calhoun           | Partia Demokratyczna           | 29 grudnia 1832      | 4 marca 1843         | 9                                                              | Wybrany na pełną, 6-letnią kadencję w 1834                                                                                   | |
| 8     | John C. Calhoun           | Partia Demokratyczna           | 29 grudnia 1832      | 4 marca 1843         | 10                                                             | Reelekcja w 1840 Zrezygnował w trakcie trwania kadencji w 1843                                                               | |
| 9     | Daniel Elliott Huger      |                                | 4 marca 1843         | 3 marca 1845         | 10                                                             | Partia Demokratyczna | Wybrany do dokończenia kadencji w wyborach specjalnych w 1843 Zrezygnował w trakcie trwania kadencji w 1845               |
| Wakat | Wakat                     | Wakat                          | 3 marca 1845         | 26 listopada 1845    |                                                                | 10 | |
| 10    | John C. Calhoun           |                                | 26 listopada 1845    | 31 marca 1850        | Partia Demokratyczna                                           | 10 | Wybrany do dokończenia kadencji w wyborach specjalnych w 1845                                                             |
| 10    | John C. Calhoun           | 11                             | 26 listopada 1845    | 31 marca 1850        | Partia Demokratyczna                                           | Wybrany na pełną, 6-letnią kadencję w 1846 Zmarł w trakcie sprawowania urzędu w 1850                                         | |
| Wakat | Wakat                     | Wakat                          | 31 marca 1850        | 11 kwietnia 1850     |                                                                | 11 | |
| 11    | Franklin H. Elmore        |                                | 11 kwietnia 1850     | 29 maja 1850         | Partia Demokratyczna                                           | 11 | Mianowany do kontynuowania kadencji w 1850 Zmarł w trakcie sprawowania urzędu w 1850                                      |
| Wakat | Wakat                     | Wakat                          | 29 maja 1850         | 4 czerwca 1850       |                                                                | 11 | |
| 12    | Robert Woodward Barnwell  |                                | 4 czerwca 1850       | 8 grudnia 1850       | Partia Demokratyczna                                           | 11 | Mianowany do kontynuowania kadencji w 1850 Zrezygnował po wyborze następcy                                                |
| Wakat | Wakat                     | Wakat                          | 8 grudnia 1850       | 18 grudnia 1850      |                                                                | 11 | |
| 13    | Robert Rhett              |                                | 18 grudnia 1850      | 7 maja 1852          | Partia Demokratyczna                                           | 11 | Wybrany do dokończenia kadencji w wyborach specjalnych w 1850 Zrezygnował w trakcie trwania kadencji w 1852               |
| Wakat | Wakat                     | Wakat                          | 7 maja 1852          | 10 maja 1852         |                                                                | 11 | |
| 14    | William F. De Saussure    |                                | 10 maja 1852         | 4 marca 1853         | Partia Demokratyczna                                           | 11 | Mianowany do kontynuowania kadencji w 1852 Wybrany do dokończenia kadencji w wyborach specjalnych w 1852                  |
| 15    | Josiah J. Evans           |                                | 4 marca 1853         | 6 maja 1858          | Partia Demokratyczna                                           | 12 | Wybrany w 1852 albo 1853 Zmarł w trakcie sprawowania urzędu w 1858                                                        |
| Wakat | Wakat                     | Wakat                          | 6 maja 1858          | 11 maja 1858         |                                                                | 12 | |
| 16    | Arthur P. Hayne           |                                | 11 maja 1858         | 3 grudnia 1858       | Partia Demokratyczna                                           | 12 | Mianowany do kontynuowania kadencji w 1858 Zrezygnował po wyborze następcy                                                |
| 17    | James Chesnut Jr.         |                                | 3 grudnia 1858       | 10 listopada 1860    | Partia Demokratyczna                                           | 12 | Wybrany do dokończenia kadencji w wyborach specjalnych w 1858                                                             |
| 17    | James Chesnut Jr.         | 13                             | 3 grudnia 1858       | 10 listopada 1860    | Partia Demokratyczna                                           | Wybrany na pełną, 6-letnią kadencję w 1858 Przestał być członkiem Senatu na skutek secesji Karoliny Południowej              | |
| Wakat | Wakat                     | Wakat                          | 10 listopada 1860    | 15 lipca 1868        |                                                                | 13 | Wojna secesyjna i Rekonstrukcja                                                                                           |
| Wakat | Wakat                     | Wakat                          | 10 listopada 1860    | 15 lipca 1868        | 14                                                             | | Wojna secesyjna i Rekonstrukcja                                                                                           |
| 18    | Thomas J. Robertson       |                                | 15 lipca 1868        | 4 marca 1877         | Partia Republikańska                                           | 14 | Wybrany do dokończenia kadencji w 1868                                                                                    |
| 18    | Thomas J. Robertson       | 15                             | 15 lipca 1868        | 4 marca 1877         | Partia Republikańska                                           | Wybrany na pełną, 6-letnią kadencję w 1870 Nie starał się o reelekcję w 1876                                                 | |
| 19    | Matthew Butler            |                                | 4 marca 1877         | 4 marca 1895         | Partia Demokratyczna                                           | 16 | Wybrany w 1876 |
| 19    | Matthew Butler            | 17                             | 4 marca 1877         | 4 marca 1895         | Partia Demokratyczna                                           | Reelekcja w 1882 | |
| 19    | Matthew Butler            | 18                             | 4 marca 1877         | 4 marca 1895         | Partia Demokratyczna                                           | Reelekcja w 1888 Przegrał wybory w 1894                                                                                      | |
| 20    | Benjamin Tillman          |                                | 4 marca 1895         | 3 lipca 1918         | Partia Demokratyczna                                           | 19 | Wybrany w 1894 |
| 20    | Benjamin Tillman          | 20                             | 4 marca 1895         | 3 lipca 1918         | Partia Demokratyczna                                           | Reelekcja w 1901 | |
| 20    | Benjamin Tillman          | 21                             | 4 marca 1895         | 3 lipca 1918         | Partia Demokratyczna                                           | Reelekcja w 1907 | |
| 20    | Benjamin Tillman          | 22                             | 4 marca 1895         | 3 lipca 1918         | Partia Demokratyczna                                           | Reelekcja w 1913 Zmarł w trakcie sprawowania urzędu w 1918                                                                   | |
| Wakat | Wakat                     | Wakat                          | 3 lipca 1918         | 6 lipca 1918         |                                                                | 22 | |
| 21    | Christie Benet            |                                | 6 lipca 1918         | 6 listopada 1918     | Partia Demokratyczna                                           | 22 | Mianowany do kontynuowania kadencji w 1918 Przegrał prawybory przed wyborami specjalnymi o dokończenie kadencji w 1918    |
| 22    | William P. Pollock        |                                | 6 listopada 1918     | 4 marca 1919         | Partia Demokratyczna                                           | 22 | Wybrany do dokończenia kadencji w wyborach specjalnych w 1918 Nie starał się o wybór na pełną, 6-letnią kadencję w 1918   |
| 23    | Nathaniel B. Dial         |                                | 4 marca 1919         | 4 marca 1925         | Partia Demokratyczna                                           | 23 | Wybrany w 1918 Przegrał prawybory w 1924                                                                                  |
| 24    | Coleman Livingston Blease |                                | 4 marca 1925         | 4 marca 1931         | Partia Demokratyczna                                           | 24 | Wybrany w 1924 Przegrał prawybory w 1930                                                                                  |
| 25    | James F. Byrnes           |                                | 4 marca 1931         | 8 lipca 1941         | Partia Demokratyczna                                           | 25 | Wybrany w 1930 |
| 25    | James F. Byrnes           | 26                             | 4 marca 1931         | 8 lipca 1941         | Partia Demokratyczna                                           | Reelekcja w 1936 Zrezygnował w trakcie trwania kadencji, by objąć urząd sędziego Sądu Najwyższego USA                        | |
| Wakat | Wakat                     | Wakat                          | 8 lipca 1941         | 22 lipca 1941        |                                                                | 26 | |
| 26    | Alva M. Lumpkin           |                                | 22 lipca 1941        | 1 sierpnia 1941      | Partia Demokratyczna                                           | 26 | Mianowany do kontynuowania kadencji w 1941 Zmarł w trakcie sprawowania urzędu w 1941                                      |
| Wakat | Wakat                     | Wakat                          | 1 sierpnia 1941      | 5 sierpnia 1941      |                                                                | 26 | |
| 27    | Roger C. Peace            |                                | 5 sierpnia 1941      | 5 listopada 1941     | Partia Demokratyczna                                           | 26 | Mianowany do kontynuowania kadencji w 1941 Zrezygnował po wyborze następcy                                                |
| 28    | Burnet R. Maybank         |                                | 5 listopada 1941     | 1 września 1954      | Partia Demokratyczna                                           | 26 | Wybrany do dokończenia kadencji w wyborach specjalnych w 1941                                                             |
| 28    | Burnet R. Maybank         | 27                             | 5 listopada 1941     | 1 września 1954      | Partia Demokratyczna                                           | Wybrany na pełną, 6-letnią kadencję w 1954                                                                                   | |
| 28    | Burnet R. Maybank         | 28                             | 5 listopada 1941     | 1 września 1954      | Partia Demokratyczna                                           | Reelekcja w 1948 Zmarł w trakcie sprawowania urzędu w 1954                                                                   | |
| Wakat | Wakat                     | Wakat                          | 1 września 1954      | 6 września 1954      |                                                                | 28 | |
| 29    | Charles E. Daniel         |                                | 6 września 1954      | 24 grudnia 1954      | Partia Demokratyczna                                           | 28 | Mianowany do dokończenia kadencji w 1954 Zrezygnował przed końcem kadencji, by wybrany następca mógł szybciej objąć urząd |
| 30    | Strom Thurmond            |                                | 24 grudnia 1954      | 5 kwietnia 1956      | Partia Demokratyczna                                           | 28 | Mianowany do dokończenia kadencji, będąc już wcześniej wybrany na pełną, 6-letnią kadencję                                |
| 30    | Strom Thurmond            | 29                             | 24 grudnia 1954      | 5 kwietnia 1956      | Partia Demokratyczna                                           | Wybrany w 1954 (jako kandydat dopisany do listy) Zrezygnował w trakcie trwania kadencji w 1956                               | |
| 31    | Thomas A. Wofford         | 29                             |                      | 5 kwietnia 1956      | 7 listopada 1956                                               | Partia Demokratyczna | Mianowany do kontynuowania kadencji w 1956 Zrezygnował po wyborze następcy                                                |
| 32    | Strom Thurmond            | 29                             |                      | 7 listopada 1956     | 3 stycznia 2003                                                | Partia Demokratyczna (do 1964)                                                                                               | Wybrany do dokończenia własnej kadencji w wyborach specjalnych w 1956                                                     |
| 32    | Strom Thurmond            | 30                             | Reelekcja w 1960     | 7 listopada 1956     | 3 stycznia 2003                                                | Partia Demokratyczna (do 1964)                                                                                               | |
| 32    | Strom Thurmond            | Partia Republikańska (od 1964) | 31                   | 7 listopada 1956     | 3 stycznia 2003                                                | Reelekcja w 1966 | |
| 32    | Strom Thurmond            | Partia Republikańska (od 1964) | 32                   | 7 listopada 1956     | 3 stycznia 2003                                                | Reelekcja w 1972 | |
| 32    | Strom Thurmond            | Partia Republikańska (od 1964) | 33                   | 7 listopada 1956     | 3 stycznia 2003                                                | Reelekcja w 1978 | |
| 32    | Strom Thurmond            | Partia Republikańska (od 1964) | 34                   | 7 listopada 1956     | 3 stycznia 2003                                                | Reelekcja w 1984 | |
| 32    | Strom Thurmond            | Partia Republikańska (od 1964) | 35                   | 7 listopada 1956     | 3 stycznia 2003                                                | Reelekcja w 1990 | |
| 32    | Strom Thurmond            | Partia Republikańska (od 1964) | 36                   | 7 listopada 1956     | 3 stycznia 2003                                                | Reelekcja w 1996 Nie starał się o reelekcję w 2002                                                                           | |
| 33    | Lindsey Graham            |                                | 3 stycznia 2003      | nadal                | Partia Republikańska                                           | 37 | Wybrany w 2002 |
| 33    | Lindsey Graham            | 38                             | 3 stycznia 2003      | nadal                | Partia Republikańska                                           | Reelekcja w 2008 | |
| 33    | Lindsey Graham            | 39                             | 3 stycznia 2003      | nadal                | Partia Republikańska                                           | Reelekcja w 2014 | |
| 33    | Lindsey Graham            | 40                             | 3 stycznia 2003      | nadal                | Partia Republikańska                                           | Reelekcja w 2020 | |

## 3. klasa
| Lp.   | Imię i nazwisko        | Imię i nazwisko | Od                                         | Do                   | Partia                                             | Kadencja                                                                                           | Uwagi |
| ----- | ---------------------- | --------------- | ------------------------------------------ | -------------------- | -------------------------------------------------- | -------------------------------------------------------------------------------------------------- | --- |
| 1     | Ralph Izard            |                 | 4 marca 1789                               | 4 marca 1795         | Partia Federalistyczna                             | 1                                                                                                  | Wybrany w 1789 Nie starał się o reelekcję w 1794 |
| 2     | Jacob Read             |                 | 4 marca 1795                               | 4 marca 1801         | Partia Federalistyczna                             | 2                                                                                                  | Wybrany w 1794 Przegrał wybory w 1800 |
| 3     | John E. Colhoun        |                 | 4 marca 1801                               | 26 października 1802 | Partia Demokratyczno-Republikańska                 | 3                                                                                                  | Wybrany w 1800 Zmarł w trakcie sprawowania urzędu w 1802 |
| Wakat | Wakat                  | Wakat           | 26 października 1802                       | 4 listopada 1802     |                                                    | 3                                                                                                  | |
| 4     | Pierce Butler          |                 | 4 listopada 1802                           | 21 listopada 1804    | Partia Demokratyczno-Republikańska                 | 3                                                                                                  | Wybrany do dokończenia kadencji w wyborach specjalnych w 1802 Zrezygnował w trakcie trwania kadencji w 1804                                                        |
| Wakat | Wakat                  | Wakat           | 21 listopada 1804                          | 6 grudnia 1804       |                                                    | 3                                                                                                  | |
| 5     | John Gaillard          |                 | 6 grudnia 1804                             | 26 lutego 1826       | Partia Demokratyczno-Republikańska                 | 3                                                                                                  | Wybrany do dokończenia kadencji w wyborach specjalnych w 1804 |
| 5     | John Gaillard          | 4               | 6 grudnia 1804                             | 26 lutego 1826       | Partia Demokratyczno-Republikańska                 | Wybrany na pełną, 6-letnią kadencję w 1806                                                         | |
| 5     | John Gaillard          | 5               | 6 grudnia 1804                             | 26 lutego 1826       | Partia Demokratyczno-Republikańska                 | Reelekcja w 1812                                                                                   | |
| 5     | John Gaillard          | 6               | 6 grudnia 1804                             | 26 lutego 1826       | Partia Demokratyczno-Republikańska                 | Reelekcja w 1818                                                                                   | |
| 5     | John Gaillard          | 7               | 6 grudnia 1804                             | 26 lutego 1826       | Partia Demokratyczno-Republikańska                 | Reelekcja w 1824 Zmarł w trakcie sprawowania urzędu w 1826                                         | |
| Wakat | Wakat                  | Wakat           | 26 lutego 1826                             | 8 marca 1826         |                                                    | 7                                                                                                  | |
| 6     | William Harper         |                 | 8 marca 1826                               | 29 listopada 1826    | Jacksonian Party (późniejsza Partia Demokratyczna) | 7                                                                                                  | Mianowany do kontynuowania kadencji w 1826 Zrezygnował po wyborze następcy                                                                                         |
| 7     | William Smith          |                 | 29 listopada 1826                          | 4 marca 1831         | Jacksonian Party (późniejsza Partia Demokratyczna) | 7                                                                                                  | Wybrany do dokończenia kadencji w wyborach specjalnych w 1826 Przegrał wybory w 1830 albo 1831                                                                     |
| 8     | Stephen Decatur Miller |                 | 4 marca 1831                               | 3 marca 1833         | Partia Niezależnych                                | 8                                                                                                  | Wybrany w 1830 albo 1831 Zrezygnował w trakcie trwania kadencji w 1833                                                                                             |
| Wakat | Wakat                  | Wakat           | 3 marca 1833                               | 26 listopada 1833    |                                                    | 8                                                                                                  | |
| 9     | William C. Preston     |                 | 26 listopada 1833                          | 29 listopada 1842    | Partia Niezależnych                                | 8                                                                                                  | Wybrany do dokończenia kadencji w wyborach specjalnych w 1833 |
| 9     | William C. Preston     | Partia Wigów    | 26 listopada 1833                          | 29 listopada 1842    | 9                                                  | Wybrany na pełną, 6-letnią kadencję w 1837 Zrezygnował w trakcie trwania kadencji w 1842           | |
| Wakat | Wakat                  | Wakat           | 29 listopada 1842                          | 23 grudnia 1842      |                                                    | 9                                                                                                  | |
| 10    | George McDuffie        |                 | 23 grudnia 1842                            | 17 sierpnia 1846     | Partia Demokratyczna                               | 9                                                                                                  | Wybrany do dokończenia kadencji w wyborach specjalnych w 1842 |
| 10    | George McDuffie        | 10              | 23 grudnia 1842                            | 17 sierpnia 1846     | Partia Demokratyczna                               | Wybrany na pełną, 6-letnią kadencję w 1842 albo 1843 Zrezygnował w trakcie trwania kadencji w 1846 | |
| Wakat | Wakat                  | Wakat           | 17 sierpnia 1846                           | 4 grudnia 1846       |                                                    | 10                                                                                                 | |
| 11    | Andrew Butler          |                 | 4 grudnia 1846                             | 25 maja 1857         | Partia Demokratyczna                               | 10                                                                                                 | Mianowany do kontynuowania kadencji w 1846 Wybrany do dokończenia kadencji w wyborach specjalnych                                                                  |
| 11    | Andrew Butler          | 11              | 4 grudnia 1846                             | 25 maja 1857         | Partia Demokratyczna                               | Wybrany na pełną, 6-letnią kadencję w 1848                                                         | |
| 11    | Andrew Butler          | 12              | 4 grudnia 1846                             | 25 maja 1857         | Partia Demokratyczna                               | Reelekcja w 1854 Zmarł w trakcie sprawowania urzędu w 1857                                         | |
| Wakat | Wakat                  | Wakat           | 25 maja 1857                               | 7 grudnia 1857       |                                                    | 12                                                                                                 | |
| 12    | James Henry Hammond    |                 | 7 grudnia 1857                             | 11 listopada 1860    | Partia Demokratyczna                               | 12                                                                                                 | Wybrany do dokończenia kadencji w wyborach specjalnych w 1857 Przestał być członkiem Senatu na skutek secesji Karoliny Południowej                                 |
| Wakat | Wakat                  | Wakat           | 11 listopada 1860                          | 16 lipca 1868        |                                                    | 12                                                                                                 | Wojna secesyjna i Rekonstrukcja |
| Wakat | Wakat                  | Wakat           | 11 listopada 1860                          | 16 lipca 1868        | 13                                                 | | Wojna secesyjna i Rekonstrukcja |
| Wakat | Wakat                  | Wakat           | 11 listopada 1860                          | 16 lipca 1868        | 14                                                 | | Wojna secesyjna i Rekonstrukcja |
| 13    | Frederick A. Sawyer    |                 | 16 lipca 1868                              | 4 marca 1873         | Partia Republikańska                               | 14                                                                                                 | Wybrany do dokończenia kadencji w 1868 |
| 14    | John J. Patterson      |                 | 4 marca 1873                               | 4 marca 1879         | Partia Republikańska                               | 15                                                                                                 | Wybrany w 1872 albo 1873 |
| 15    | Wade Hampton III       |                 | 4 marca 1879                               | 4 marca 1891         | Partia Demokratyczna                               | 16                                                                                                 | Wybrany w 1878 |
| 15    | Wade Hampton III       | 17              | 4 marca 1879                               | 4 marca 1891         | Partia Demokratyczna                               | Reelekcja w 1884 Przegrał wybory w 1890                                                            | |
| 16    | John L. M. Irby        |                 | 4 marca 1891                               | 4 marca 1897         | Partia Demokratyczna                               | 18                                                                                                 | Wybrany w 1890 Nie starał się o reelekcję w 1897 |
| 17    | Joseph H. Earle        |                 | 4 marca 1897                               | 20 maja 1897         | Partia Demokratyczna                               | 19                                                                                                 | Wybrany w 1897 Zmarł w trakcie sprawowania urzędu w 1897 |
| Wakat | Wakat                  | Wakat           | 20 maja 1897                               | 27 maja 1897         |                                                    | 19                                                                                                 | |
| 18    | John L. McLaurin       |                 | 27 maja 1897                               | 4 marca 1903         | Partia Demokratyczna                               | 19                                                                                                 | Mianowany do kontynuowania kadencji w 1897 Wybrany do dokończenia kadencji w wyborach specjalnych w 1898 Nie starał się o wybór na pełną, 6-letnią kadencję w 1903 |
| 19    | Asbury Latimer         |                 | 4 marca 1903                               | 20 lutego 1908       | Partia Demokratyczna                               | 20                                                                                                 | Wybrany w 1903 Zmarł w trakcie sprawowania urzędu w 1908 |
| Wakat | Wakat                  | Wakat           | 20 lutego 1908                             | 6 marca 1908         |                                                    | 20                                                                                                 | |
| 20    | Frank B. Gary          |                 | 6 marca 1908                               | 4 marca 1909         | Partia Demokratyczna                               | 20                                                                                                 | Wybrany do dokończenia kadencji w wyborach specjalnych w 1908 Nie starał się o wybór na pełną, 6-letnią kadencję w 1909                                            |
| 21    | Ellison D. Smith       |                 | 4 marca 1909                               | 17 listopada 1944    | Partia Demokratyczna                               | 21                                                                                                 | Wybrany w 1909 |
| 21    | Ellison D. Smith       | 22              | 4 marca 1909                               | 17 listopada 1944    | Partia Demokratyczna                               | Reelekcja w 1914                                                                                   | |
| 21    | Ellison D. Smith       | 23              | 4 marca 1909                               | 17 listopada 1944    | Partia Demokratyczna                               | Reelekcja w 1920                                                                                   | |
| 21    | Ellison D. Smith       | 24              | 4 marca 1909                               | 17 listopada 1944    | Partia Demokratyczna                               | Reelekcja w 1926                                                                                   | |
| 21    | Ellison D. Smith       | 25              | 4 marca 1909                               | 17 listopada 1944    | Partia Demokratyczna                               | Reelekcja w 1932                                                                                   | |
| 21    | Ellison D. Smith       | 26              | 4 marca 1909                               | 17 listopada 1944    | Partia Demokratyczna                               | Reelekcja w 1938 Przegrał prawybory w 1944 Zmarł w trakcie sprawowania urzędu w 1944               | |
| Wakat | Wakat                  | Wakat           | 17 listopada 1944                          | 20 listopada 1944    |                                                    | 26                                                                                                 | |
| 22    | Wilton E. Hall         |                 | 20 listopada 1944                          | 3 stycznia 1945      | Partia Demokratyczna                               | 26                                                                                                 | Mianowany do dokończenia kadencji w 1944 |
| 23    | Olin D. Johnston       |                 | 3 stycznia 1945                            | 18 kwietnia 1965     | Partia Demokratyczna                               | 27                                                                                                 | Wybrany w 1944 |
| 23    | Olin D. Johnston       | 28              | 3 stycznia 1945                            | 18 kwietnia 1965     | Partia Demokratyczna                               | Reelekcja w 1950                                                                                   | |
| 23    | Olin D. Johnston       | 29              | 3 stycznia 1945                            | 18 kwietnia 1965     | Partia Demokratyczna                               | Reelekcja w 1956                                                                                   | |
| 23    | Olin D. Johnston       | 30              | 3 stycznia 1945                            | 18 kwietnia 1965     | Partia Demokratyczna                               | Reelekcja w 1962 Zmarł w trakcie sprawowania urzędu w 1965                                         | |
| Wakat | Wakat                  | Wakat           | 18 kwietnia 1965                           | 22 kwietnia 1965     |                                                    | 30                                                                                                 | |
| 24    | Donald S. Russell      |                 | 22 kwietnia 1965                           | 9 listopada 1966     | Partia Demokratyczna                               | 30                                                                                                 | Mianowany do kontynuowania kadencji w 1965 Przegrał prawybory przed wyborami specjalnymi o dokończenie kadencji w 1966                                             |
| 25    | Fritz Hollings         |                 | 9 listopada 1966                           | 3 stycznia 2005      | Partia Demokratyczna                               | 30                                                                                                 | Wybrany do dokończenia kadencji w wyborach specjalnych w 1966 |
| 25    | Fritz Hollings         | 31              | 9 listopada 1966                           | 3 stycznia 2005      | Partia Demokratyczna                               | Wybrany na pełną, 6-letnią kadencję w 1968                                                         | |
| 25    | Fritz Hollings         | 32              | 9 listopada 1966                           | 3 stycznia 2005      | Partia Demokratyczna                               | Reelekcja w 1974                                                                                   | |
| 25    | Fritz Hollings         | 33              | 9 listopada 1966                           | 3 stycznia 2005      | Partia Demokratyczna                               | Reelekcja w 1980                                                                                   | |
| 25    | Fritz Hollings         | 34              | 9 listopada 1966                           | 3 stycznia 2005      | Partia Demokratyczna                               | Reelekcja w 1986                                                                                   | |
| 25    | Fritz Hollings         | 35              | 9 listopada 1966                           | 3 stycznia 2005      | Partia Demokratyczna                               | Reelekcja w 1992                                                                                   | |
| 25    | Fritz Hollings         | 36              | 9 listopada 1966                           | 3 stycznia 2005      | Partia Demokratyczna                               | Reelekcja w 1998 Nie starał się o reelekcję w 2004                                                 | |
| 26    | Jim DeMint             |                 | 3 stycznia 2005                            | 2 stycznia 2013      | Partia Republikańska                               | 37                                                                                                 | Wybrany w 2004 |
| 26    | Jim DeMint             | 38              | 3 stycznia 2005                            | 2 stycznia 2013      | Partia Republikańska                               | Reelekcja w 2010 Zrezygnował w trakcie trwania kadencji w 2012                                     | |
| 27    | Tim Scott              | 38              |                                            | 2 stycznia 2013      | nadal                                              | Partia Republikańska                                                                               | Mianowany do kontynuowania kadencji w 2012 Wybrany do dokończenia kadencji w wyborach specjalnych w 2014                                                           |
| 27    | Tim Scott              | 39              | Wybrany na pełną, 6-letnią kadencję w 2016 | 2 stycznia 2013      | nadal                                              | Partia Republikańska                                                                               | |
| 27    | Tim Scott              | 40              | Reelekcja w 2022                           | 2 stycznia 2013      | nadal                                              | Partia Republikańska                                                                               | |